# Alcon
Alcon (рус. Алкон) — международная медицинская компания, специализирующаяся на продуктах для ухода за глазами. Компания была основана в Форт-Уэрте (штат Техас, США), где базировалась большую часть своей истории. С 1977 года являлась дочерней компанией Nestlé, а с 2010 года — дочерней компанией Novartis. 9 апреля 2019 года была отделена в самостоятельную компанию, зарегистрированную в Швейцарии.

## История
Alcon была основана в 1945 году в Форт-Уэрте, штат Техас, США. Компания начинала как небольшая аптека и была названа по первым слогам фамилий основателей, фармацевтов Роберта Александра и Уильяма Коннера. Коннер и Александр сосредоточились на стерильных офтальмологических продуктах.
В 1977 году Alcon была куплена швейцарским концерном Nestlé за 280 млн долларов. Инвестиции новых владельцев позволили расширить производственные мощности в Южной Америке и Европе, и резко увеличить бюджет научно-исследовательской деятельности. В 1979 году были куплены производитель контактных линз Burton, Parsons and Company и производитель дерматологической продукции Texas Pharmacal Company (позже ставший DPT Laboratories). В 1984 году Alcon учредила награду Technical Excellence Award за достижения в области исследований и разработок, её получили более 100 лауреатов. Постепенно акцент деятельности Alcon сместился от фармацевтических препаратов к хирургическому оборудованию и материалам
В 2002 году Nestlé провела первичное публичное размещение 25 % акций Alcon на Нью-Йоркской фондовой бирже, акции начали котироваться под тикером ALC. В июле 2008 года швейцарская фармкомпания Novartis приобрела у Nestlé ещё 25 % акций Alcon, с опционом на покупку оставшихся акций, начиная с 2010 года. Novartis купила 52 % акций у Nestlé за 28,1 млрд долларов. Эта сделка довела общее владение Novartis до 77 %. В январе 2010 года Novartis официально объявила, что намерена полностью выкупить акции и поглотить Alcon. 29 марта 2010 года Alcon приобрела препараты Durezol и Zyclorin у Sirion Therapeutics. 8 июля 2010 года независимый комитет директоров Alcon создал фонд размере 50 миллионов долларов для удовлетворения возможных претензий миноритарных акционеров, которые владели оставшимися 23 % акций. До конца 2010 года поглощение Alcon было завершено, Novartis объединила её с собственным подразделением офтальмологической продукции.
В 2018 году Alcon и российская компания «НанОптика» подписали соглашение о намерениях создания совместного производства интраокулярных линз (искусственных хрусталиков) в России.
9 апреля 2019 года было завершено отделение Alcon от Novartis путём размещения акций Alcon на Швейцарской и Нью-Йоркской фондовых биржах.
В ноябре 2021 года Alcon объявила о приобретении компании Ivantis и её технологии стента для хирургии глаукомы за 475 млн долларов. В ноябре 2022 года была куплена компания Aerie Pharmaceuticals, разрабатывавшаяся методы лечения глаукомы; стоимость сделки составила 770 млн долларов.

## Деятельность
Оборот компании в 2022 году составил 8,7 млрд долларов, из них 19 % пришлось на интраокулярные линзы, 28 % — на расходные материалы для офтальмологических операций, 9 % — на оборудование, 25 % — на контактные линзы, 16 % — на глазные капли. На США приходится 45 % оборота компании, на Японию — 7 %, на Китай — 5 %.
Производственные мощности состоят из 19 заводов в США, Бельгии, Швейцарии, Ирландии, Израиле, Германии, Сингапуре, Малайзии и Индонезии.
В списке крупнейших публичных компаний мира Forbes Global 2000 за 2023 год Alcon заняла 1031-е место.

## Дочерние компании
Основные дочерние компании по состоянию на 2022 год:
- Китай: Alcon (China) Ophthalmic Product Co., Ltd.
- США: Alcon Finance Corporation; Alcon Laboratories, Inc.; Alcon Research, LLC; Alcon Vision, LLC
- Швейцария: Alcon Pharmaceuticals Ltd.
- Япония: Alcon Japan Ltd.